# دراجات بروكسل الكلاسيكية 2021
دراجات بروكسل الكلاسيكية 2021 (بالفرنسية: Brussels Cycling Classic 2021)‏ هو سباق دراجات هوائية، وهو الموسم رقم 101 من دراجات بروكسل الكلاسيكية، وأقيم في 28 أغسطس 2021، وامتدّ لمسافة 205.3 كيلومتر، وهو أحد سباقات سلسلة سباقات الاتحاد الدولي للدراجات للمحترفين 2021.
فاز فيه بالمركز الأول رمكو أفينبول، وبالمركز الثاني ايمي دي جندت، وبالمركز الثالث توش فان دير ساندي.

## الفرق
| فرق عالمية (6)- Cofidis - Deceuninck-Quick Step - Intermarché-Wanty-Gobert Matériaux - Lotto Soudal - Qhubeka NextHash - UAE Team Emirates فرق برو (9)- Alpecin-Fenix - Arkéa-Samsic - 2021 بي آند بي هوتيلز ‏ - بنجوال دبليو بي 2021 ‏ - نوفو نورديسك 2021 ‏ - سبورت فلاندرين بالويس 2021 ‏ - TotalEnergies - أونو اكس برو سايكلنج تيم 2021 ‏ - 2021 ويلير تريستينا-سيل إيطاليا ‏ فرق قارية (5)- بيت سايكلنج 2021 ‏ - كانيون دي إتش بي سنجود 2021 ‏ - Hagens Berman Jayco ‏ - تارتيلتو-ايزوريكس 2021 ‏ - ترينيتي ريسينغ 2021 ‏ |  |
| |  |

## التصنيف العام النهائي
| التصنيف العام         | التصنيف العام     | التصنيف العام    | التصنيف العام                      | التصنيف العام     |
| العداء                | العداء            | البلد            | الفريق                             | الوقت             |
| --------------------- | ----------------- | ---------------- | ---------------------------------- | ----------------- |
| 1                     | رمكو أفينبول      | بلجيكا           | دكونيك كويك ستب                    | 4 س 28 دقيقة 30 ث |
| 2                     | ايمي دي جندت      | بلجيكا           | Intermarché-Wanty-Gobert Matériaux | + 50 ث            |
| 3                     | توش فان دير ساندي | بلجيكا           | لوتو سودال                         | + 2 دقيقة 14 ث    |
| 4                     | فيليب جيلبير      | بلجيكا           | لوتو سودال                         | + 2 دقيقة 14 ث    |
| 5                     | مارك هيرشي        | سويسرا           | فريق الإمارات                      | + 2 دقيقة 14 ث    |
| 6                     | براندون ماكنولتي  | الولايات المتحدة | فريق الإمارات                      | + 2 دقيقة 14 ث    |
| 7                     | تيم ميرلير        | بلجيكا           | Alpecin-Fenix                      | + 2 دقيقة 16 ث    |
| 8                     | داني فان بوبيل    | هولندا           | Intermarché-Wanty-Gobert Matériaux | + 2 دقيقة 16 ث    |
| 9                     | Jérémy Lecroq ‏    | فرنسا            | B&B Hotels p/b KTM                 | + 2 دقيقة 16 ث    |
| 10                    | فرناندو جافيريا   | كولومبيا         | فريق الإمارات                      | + 2 دقيقة 16 ث    |
| مصدر: ProCyclingStats |                   |                  |                                    |                   |

## وصلات خارجية
- الموقع الرسمي
- لمحة عن سباق دراجات بروكسل الكلاسيكية 2021 على موقع  ProCyclingStats   (برو  سايكلنج  ستاتس) - إحصاءات  محترفي  الدراجات.
- دراجات بروكسل الكلاسيكية 2021 على موقع إحصائيات الدراجات الإحترافية (الإنجليزية)